# KNSB Opleidingsteam
Het KNSB Opleidingsteam was een schaatsploeg die beginnende nieuwe langebaanschaatsers opleidde om, ook na het verdwijnen van de KNSB-Kernploeg in 2002/2003, de kerntaak voor de kwaliteit van het schaatsen te bewaken. Onder leiding van Jan van Veen en Aart van der Wulp werd de schaatsers extra begeleiding en faciliteiten geboden om een betere aansluiting te vinden bij de schaatstop. Vaak stroomden schaatsers vanuit Jong Oranje door naar het opleidingsteam. Het team werd gesponsord door de KNSB.

## Achtergrond
In het voorjaar van 2009 rezen er twijfels over de toekomst van het KNSB opleidingsteam en de KNSB besloot om voorlopig niet door te gaan. Anno 2010 bestaat de opleidingsploeg niet meer.

## Schaatsers
Enkele bekende schaatsers die één of meerdere jaren voor de opleidingsploeg gereden hebben zijn: Jan Blokhuijsen, Margot Boer, Natasja Bruintjes, Tessa van Dijk, Moniek Kleinsman, Sanne van der Star en Berden de Vries.